# Pozsonyi Közgazdaságtudományi Egyetem
A Pozsonyi Közgazdaságtudományi Egyetem (szlovákul: Ekonomická univerzita v Bratislave) pozsonyi központú nyilvános egyetem Szlovákiában. Magániskolaként alakult 1940-ben Pozsonyi Üzleti Főiskola (Vysoká obchodná škola v Bratislave) néven. 1945-ben államosították, és a Szlovák Üzleti Főiskola (Slovenská vysoká školá obchodná) nevet kapta. 1949-től a Gazdaságtudományi Főiskola (Vysoká škola hospodárskych vied), 1952-től a Gazdaságtudományi Főiskola (Vysoká škola ekonomická) nevet viselte. Jelenlegi nevét 1992-ben kapta.
Fennállása alatt több, mint 100 000 diákot nevelt ki. Az egyetem első rektora Jur Hronec volt, jelenleg Ferdinand Daňo tölti be ezt a pozíciót.
Az egyetem 21 képzést kínál alapszakon, 35-öt mesterszakon, és 13-at doktori szakon. Az egyetem több nemzetközi szövetség tagja. A pozsonyi központ mellett Kassán működteti a Vállalatgazdaságtani Kart.

## Karok
- Nemzetgazdaságtani Kar (Národohospodárska fakulta)
- Üzleti Kar (Obchodná fakulta)
- Gazdaságinformatikai Kar (Fakulta hospodárskej informatiky)
- Vállalatigazgatási Kar (Fakulta podnikového manažmentu)
- Nemzetközi Kapcsolatok Kara (Fakulta medzinárodných vzťahov)
- Alkalmazott Nyelvek Kara (Fakulta aplikovaných jazykov)
- Vállalatgazdaságtani Kar (Podnikovohospodárska fakulta v Košiciach)

## Híres hallgatók
- Andrej Babiš – üzletember, Csehország miniszterelnöke
- Jozef Banáš – író, diplomata, politikus
- Bauer Edit – politikus, EP-képviselő
- Miroslav Beblavý – közgazdász, politikus
- Katarína Gillerová – író, közgazdász
- Harna István – politikus
- Jozef Hal’ko – püspök
- Eduard Heger – politikus, Szlovákia miniszterelnöke
- Eugen Jurzyca – közgazdász, politikus
- Peter Kažimír – politikus, a Szlovák Nemzeti Bank elnöke
- Ivan Korčok – diplomata, politikus
- Peter Machajdík – zeneszerző
- Jozef Markuš – politikus, a Matica slovenská egykori elnöke
- Ivan Mikloš – közgazdász, politikus, korábbi pénzügyminiszter
- Kamil Mikulčík – színész, énekes, dalszerző
- Nagy József – politikus
- Petra Nagyová-Džerengová – író
- Peter Plavčan – politikus, egyetemi tanár
- Ján Počiatek – politikus, egykori pénzügyminiszter
- Alexander Rezeš – vállalkozó, miniszter
- Denisa Saková – politikus, korábbi belügyminiszter
- Richard Sulík – politikus
- Maroš Šefčovič – diplomata, politikus
- Marcela Veselková – költő, közgazdász
- Peter Žiga – politikus

## Híres oktatók
- Anton Kotzig – matematikus
- Michal Kováč – bankár, Szlovákia első köztársasági elnöke
- Martina Lubyová – egykori oktatásügyi miniszter
- Brigita Schmögnerová – közgazdász, politikus
- Peter Weiss – politikus, diplomata